# Amyema biniflora
Amyema biniflora là một loài thực vật có hoa trong họ Loranthaceae. Loài này được Barlow mô tả khoa học đầu tiên năm 1966.
Đây là loài bản địa Queensland, Australia.